# Pietro Orsolino

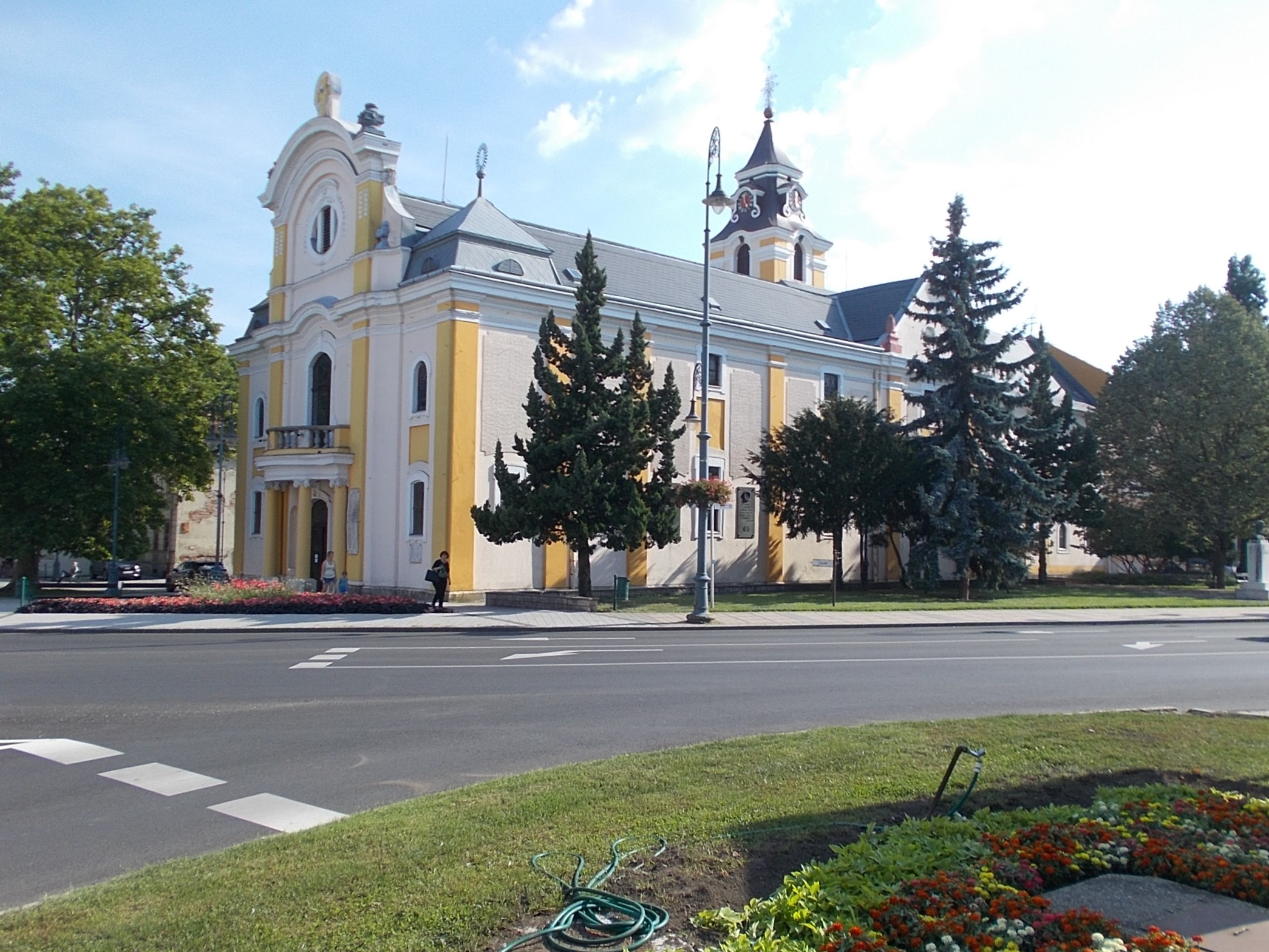
Kirche St. Ladislaus in Sárvár

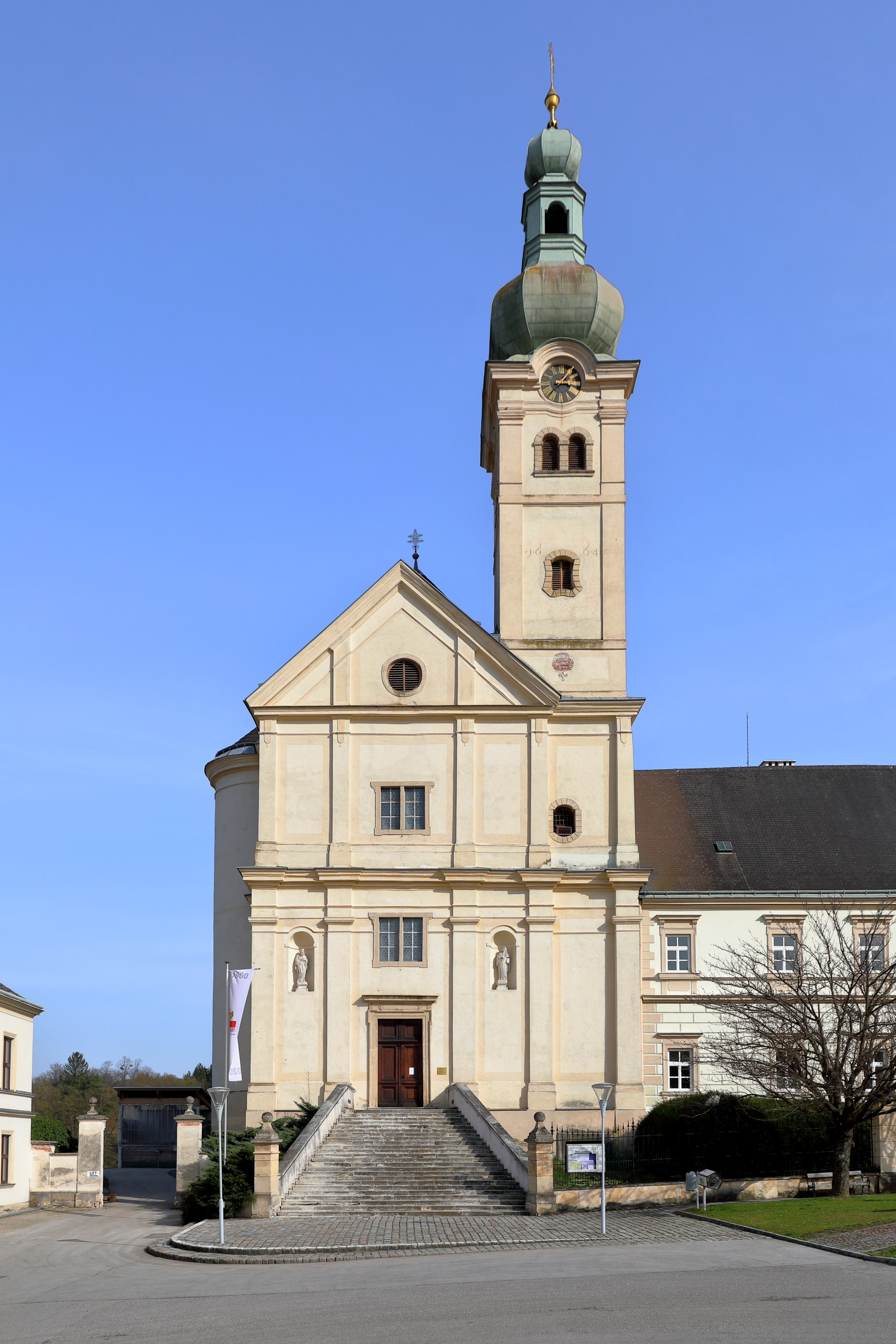
Pfarrkirche Lockenhaus

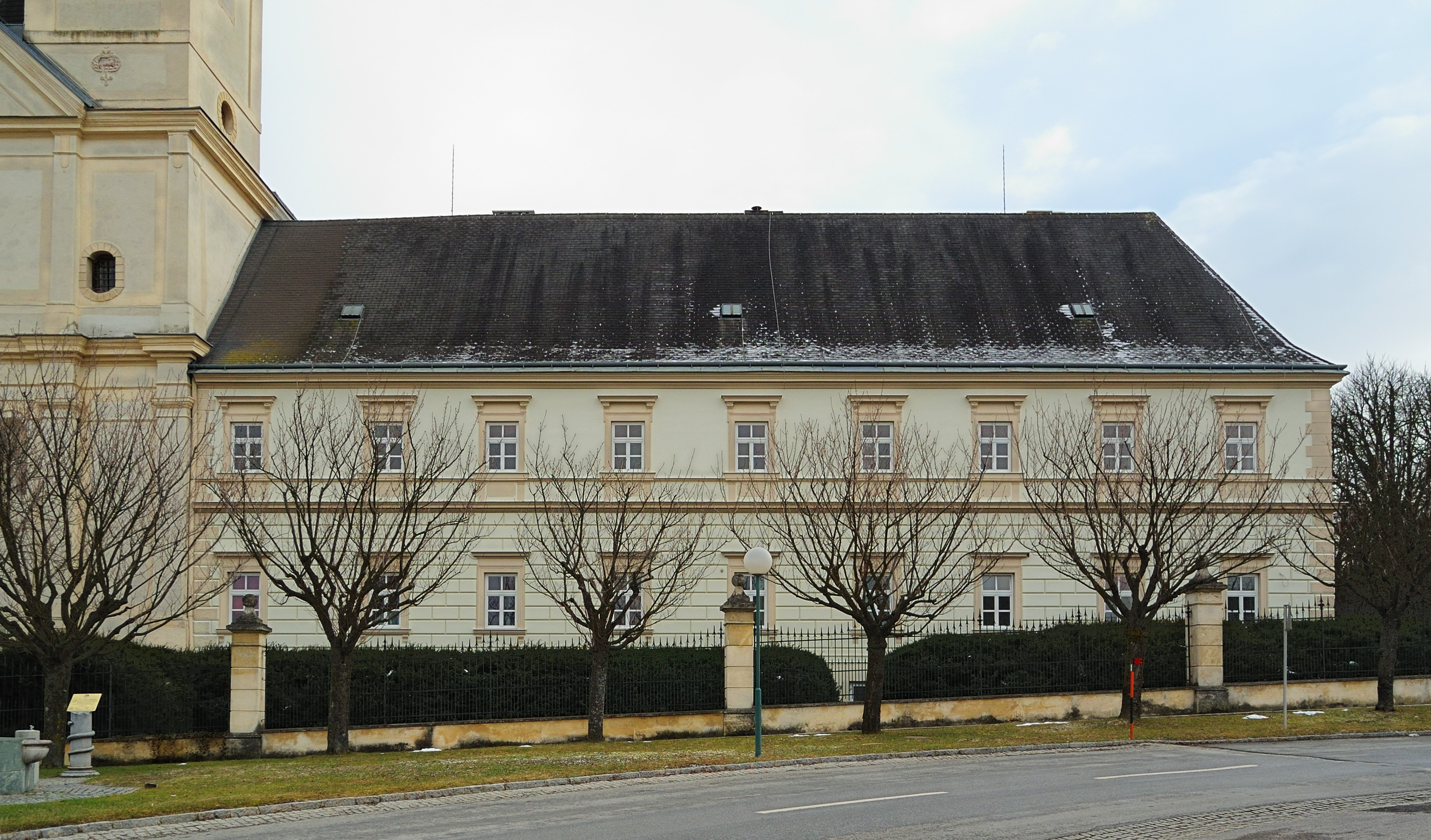
Ehem. Augustiner-Eremiten-Kloster Lockenhaus mit der Pfarrkirche verbunden

Pietro Orsolino (auch Orsolini, * Mailand; † 1680 in Lockenhaus, Burgenland) war ein Architekt, Baumeister und Maurermeister.

## Leben
Pietro Orsolino gehörte zu einer aus der Lombardei stammenden Baumeisterfamilie, die in Westungarn und der Steiermark arbeitete. Architekt Giovanni Battista Orsolino, als Wiener bezeichnet, organisierte ab 1636 die Bauten von Graf Ádám Batthyány. Die Verwandtschaft ist ungeklärt. Orsolino war Hausbesitzer ín Lockenhaus.
Sein Sohn Domenico arbeitete in der Steiermark und wurde Grazer Hofbaumeister. Von 1667 bis 1700 baute er am Stift Stainz (Morpurgo, 1962, S. 145).
Der zweite Sohn Franz wechselte vom Maurergesellen zur Theologie und wurde nach seinem Studium Geistlicher des Augustinerconvents und Prior. Er beendete seine Laufbahn als Titularabt und Schlosspfarrer von Eisenstadt und starb 1700.
1669 erhielt Pietro Orsolino von der Herrschaft Lockenhaus, dem Grafen Franz III. Nádasdy, einen Gutshof mit Leibeigenen als Geschenk. Dieser war zuvor im Besitze der evangelischen adeligen Exulantenfamilie Leisser und an die Grundherrn zurückgefallen. Damit verbunden war die Befreiung von allen Abgaben und Lasten.

## Werke
Pietro Orsolino machte sich insbesondere als Baumeister von Graf Franz III. Nádasdy, Kronrichter Ungarns, einen Namen.

### Burg Lockenhaus
Die Burg Lockenhaus ist datiert mit 1655, wie auf der Sonnenuhr im Innenhof nachzulesen ist. Der Barocksaal wurde nach seinem Plan erbaut.

### Pfarrkirche Lockenhaus
Franz Nádasdy ließ in Lockenhaus/Léká durch Baumeister Pietro Orsolino von 1656 bis 1669 die barocke St. Nikolaus-Kirche für den Augustinerorden errichten. Die Krypta der Kirche ist Grablege der Familie Nádasdy.
Ein Augustiner-Eremiten-Kloster wurde an die Kirche angebaut.

### Kirche St. Ladislaus in Rotenturm an der Raab/Sárvár
Graf Franz III. Nádasdy beauftragte und finanzierte auf dem Stadtplatz von Sárvár den Bau der St.-Ladislaus-Kirche. Die Pläne lieferte Pietro Orsolini.
Am 17. Jänner 1668 wurde der Wiederaufbau der Kirche der Marktgemeinde Sárvár vereinbart.

### Burg Kapuvár
Orsolini wirkte in Sárvár und in Kapuvár. Im Oktober 1670 wurde die Torburg in einem schlechten Zustand beschrieben. Es erfolgte der Neubau eines Getreidespeichers und der Wiederaufbau der Bastionen der Burg. Maurermeister Orsolino erhielt dafür 600 Forint. Nach dem Tod von Graf Nádasdy 1671 arbeitete er für das Landgericht in Ungarn. Das Gebäude wurde von der Herrschaft Esterházy zum Schloss umgebaut.

### Ehemaliges Ordenshaus der Jesuiten in Güns/Köszek
Im Auftrage des Erzbischofs von Kalocsa Georg V. Széchényi errichtete Orsolino 1677 bis 1680 das Jesuitenkollegium Güns (später: Benediktiner-Residenz).

## Gründer der Lockenhauser Maurer- und Steinmetzzunft
Im Jahre 1662 gründete der Comaske Peter (Pietro) Orsolino in Lockenhaus eine Maurer- und Steinmetzzunft. Er stellte die Punkte der Handwerksordnung zusammen und wurde zum ersten Oberzechmeister gewählt. Die Herrschaft Lockenhaus repräsentierte Graf Franz III. Nádasdy. Er genehmigte und bestätigte die Maurerzunft.

### Lehrmeister
Pietro Orsolino nahm 1662 Sohn Domenicus und 1666 Sohn Franz (Francesco) Orsolino zur Maurerlehre auf. Die Freisprechung zum Gesellen erfolgte für Domenicus 1667 und für Francesco 1670.
In der Zunft sind 70 Meister dokumentiert, die Hälfte davon nahm Lehrlinge auf oder dingte nur die eigenen Söhne auf. Orsolino hatte 11 Lehrjungen. In seiner großen Werkstätte waren mehrere Gesellen angestellt; Angaben hierüber fehlen jedoch im Zunftbuch.